# قرار مجلس الأمن التابع للأمم المتحدة رقم 1342
قرار مجلس الأمن التابع للأمم المتحدة رقم 1342، المتخذ بالإجماع في 27 شباط / فبراير 2001، بعد الإشارة إلى جميع القرارات السابقة بشأن الصحراء الغربية، ولا سيما القرارات 1108 (1997) و1292 (2000) و1301 (2000) و1309 (2000) و1324 (2000)، مدد المجلس ولاية بعثة الأمم المتحدة للاستفتاء في الصحراء الغربية حتى 30 أبريل 2001.
وجدد مجلس الأمن دعمه للجهود التي تبذلها بعثة الأمم المتحدة للاستفتاء في الصحراء الغربية والأمم المتحدة والاتفاقات التي اعتمدها المغرب وجبهة البوليساريو لإجراء استفتاء حر ونزيه لتقرير مصير شعب الصحراء الغربية. كما هو الحال مع القرارات السابقة، أشار المجلس إلى أنه لا تزال هناك خلافات جوهرية بين الأطراف حول بعض الجوانب المتعلقة بتنفيذ خطة التسوية.
ومُددت ولاية بعثة الأمم المتحدة للاستفتاء في الصحراء الغربية بشرط حل الخلافات المتبقية بين الطرفين للتوصل إلى حل مقبول للطرفين. وفي نهاية ولايته في 30 نيسان / أبريل 2001 طُلب من الأمين العام كوفي عنان تقديم تقرير عن الوضع.

## روابط خارجية
- نص القرار في undocs.org